# Skabiosen-Flockenblume
Die Skabiosen-Flockenblume (Centaurea scabiosa) ist eine Pflanzenart aus der Gattung der Flockenblumen (Centaurea) innerhalb der Familie der Korbblütler (Asteraceae).

## Beschreibung

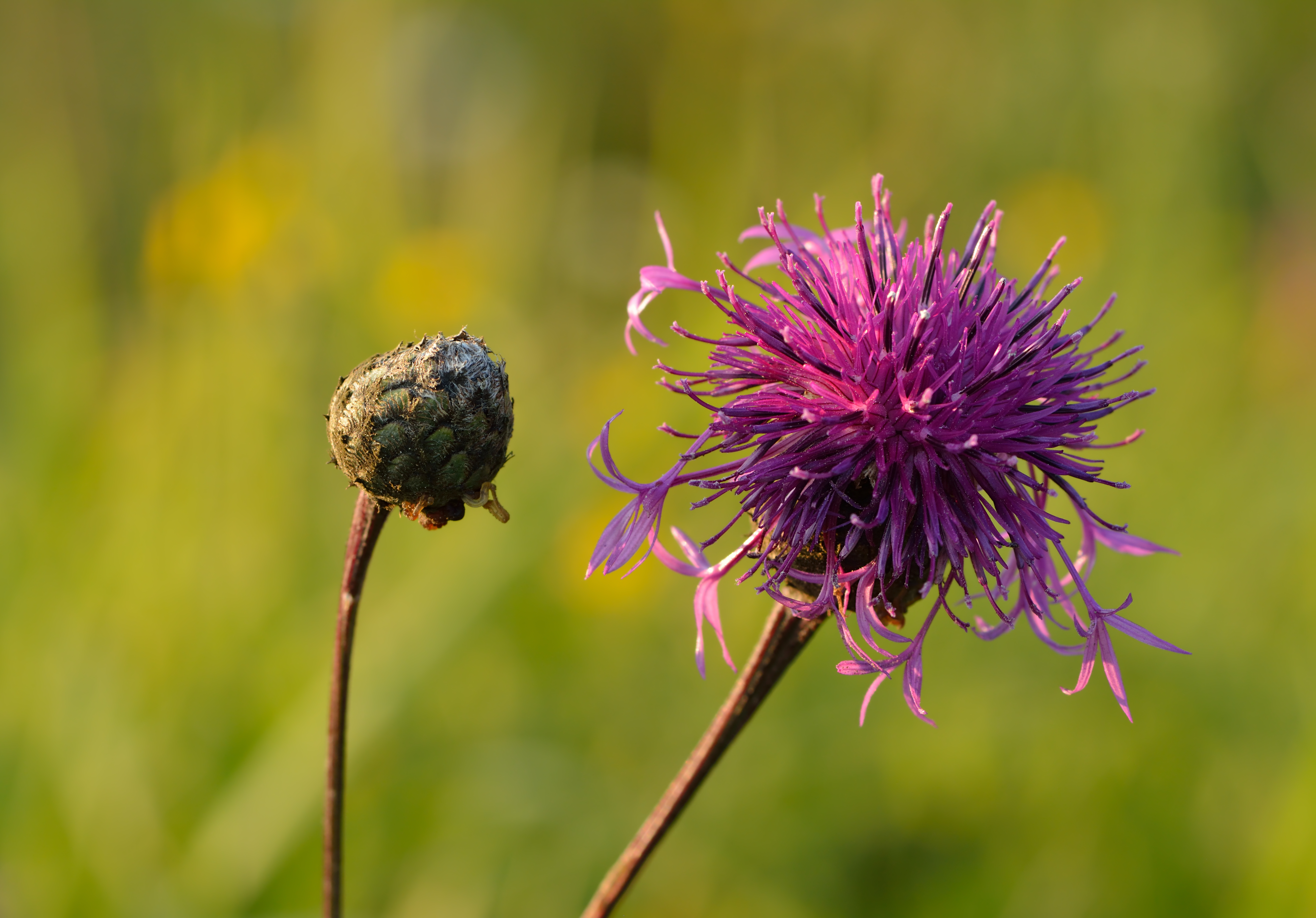
Blütenknospe und Blüte

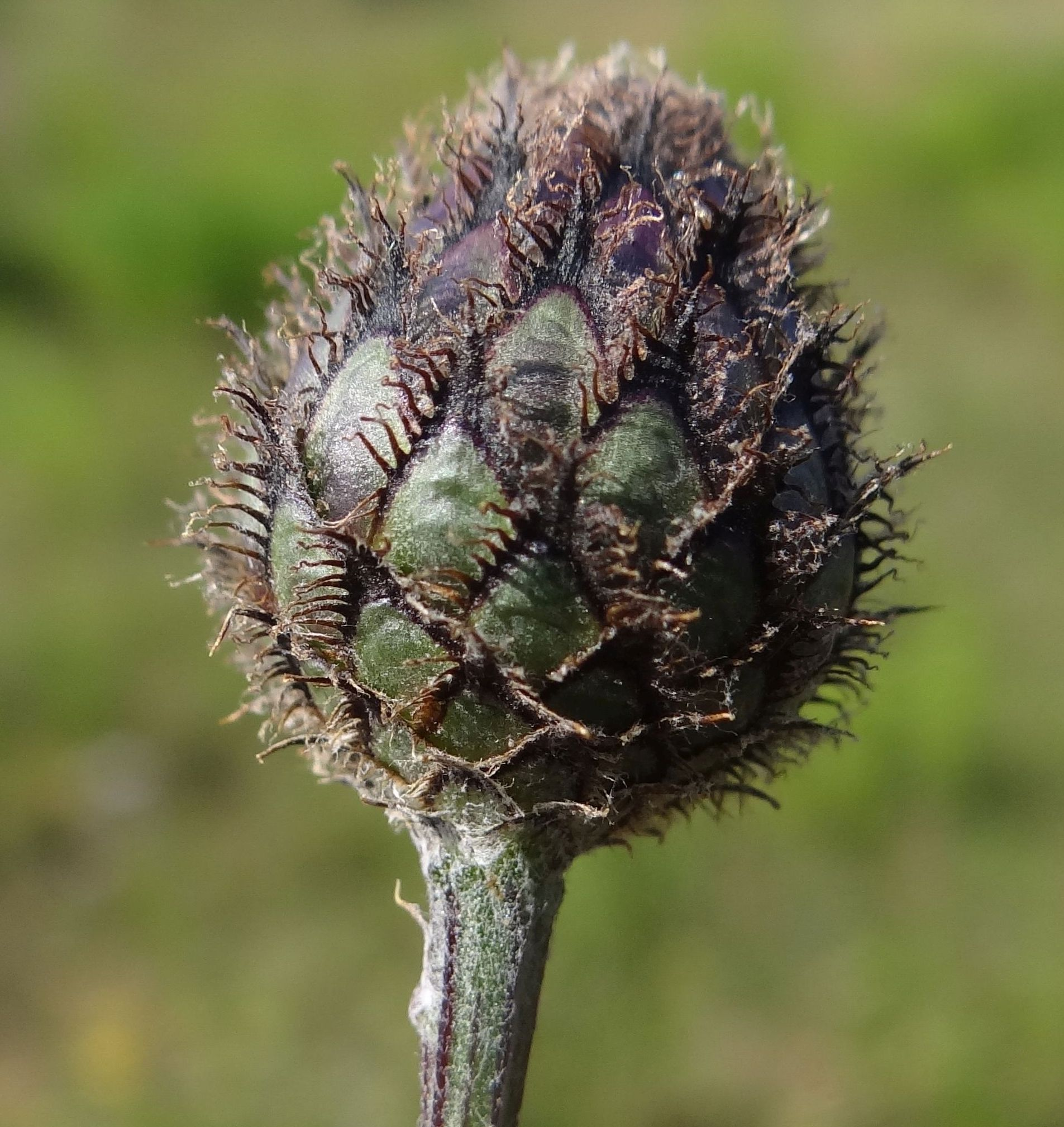
Blütenknospe mit den dachig angeordneten Hüllblättern

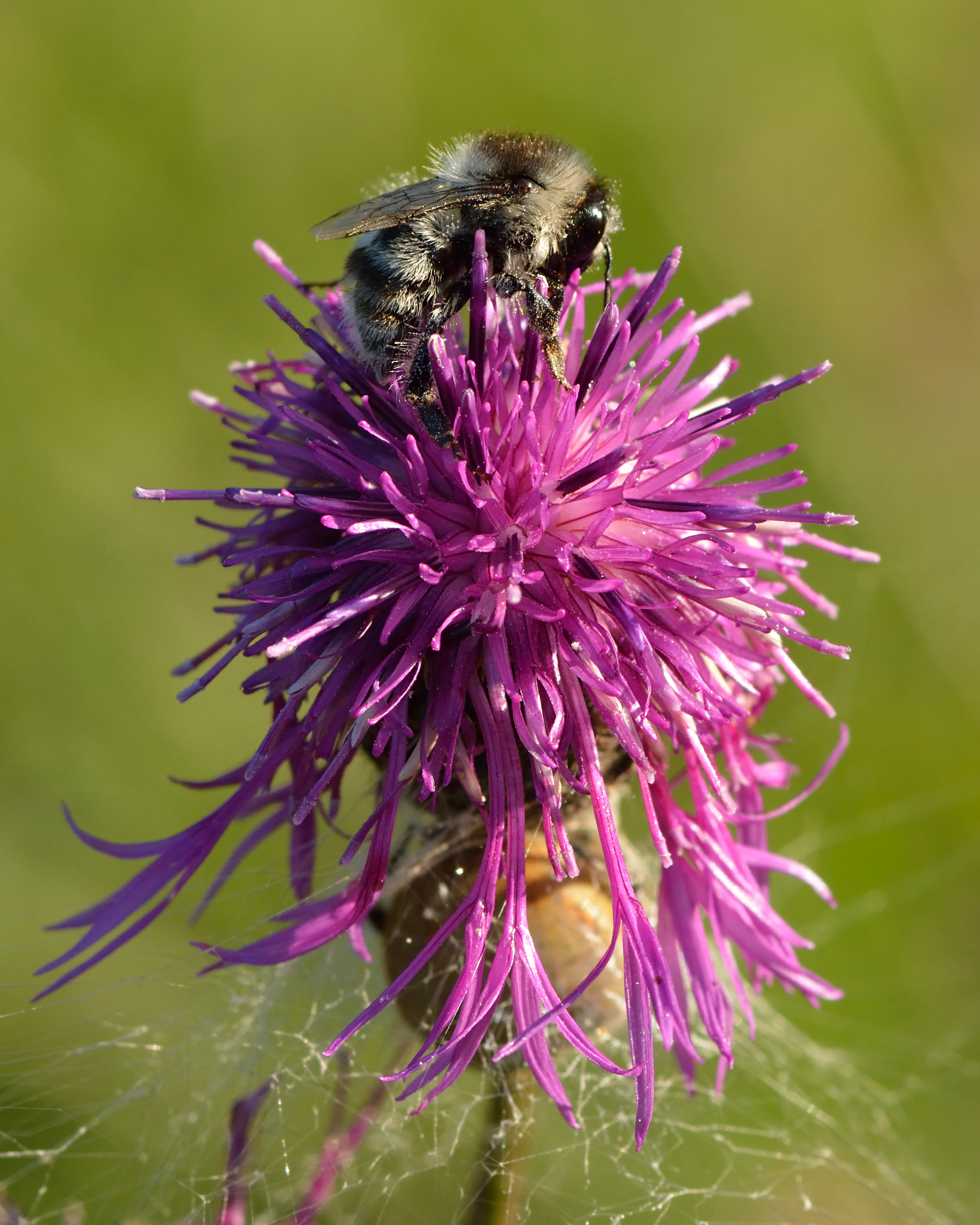
Blütenbesuch durch Sandhummel

### Vegetative Merkmale
Die Skabiosen-Flockenblume ist eine ausdauernde krautige Pflanze, die Wuchshöhen von 30 bis 120 (bis 200) Zentimetern erreichen kann. Sie besitzt einen kantigen, rauen Stängel, der über der Mitte aufrecht abstehende Äste ausbildet, welche jedoch nicht sparrig verzweigt sind.
Die grünen und ledrigen, meist nur wenig rau behaarten Laubblätter sind fiederteilig. Die Blatt-Abschnitte sind länglich oder schmal-lanzettlich.

### Generative Merkmale
Die normale Blütezeit ist Juni bis August, doch blüht sie oft bis in den Herbst bis November hinein. Die Blütenkörbe stehen einzeln an der Spitze der Äste und sind ziemlich lang gestielt. Die Blütenkörbe stehen zu wenigen in einer Schirmtraube. Die Blütenkörbe haben einen Durchmesser von etwa 2 Zentimeter und sind bis 4 Zentimeter breit. Die Hülle ist ei-kugelig und 18 bis 22 Millimeter lang und 14 bis 16 Millimeter breit. Bei Centaurea scabiosa subsp. scabiosa beträgt der Durchmesser der Hülle 18–25 Millimeter. Die Hüllblätter sind grün und besitzen einen braunschwarzen Rand. Die ausgefransten Anhängsel besitzen am Rand einen gezähnten oder gewimperten Saum, der relativ weit herabläuft. Die Anhängsel der Hüllblätter verdecken bei Centaurea scabiosa subsp. scabiosa den unteren Teil der nach innen folgenden Hüllblätter nicht, so dass die Hülle grün und braunschwarz gescheckt erscheint.
Die Farbe der Kronblätter variiert von dunkelpurpurn über purpurn oder hellrot bis selten sogar weiß. Die randständigen Blüten sind stark vergrößert und strahlend; selten fehlen sie ganz. Die Achänen sind 4 bis 5 Millimeter lang, meist seitlich zusammengedrückt, schmutziggelb bis braun, fein flaumig behaart, aber später verkahlend. Der Pappus ist fast so lang wie die Achänenfrüchte. Er ist violett, selten heller, nie weiß. Die Spreublätter des Blütenbodens fallen später ab.
Die Chromosomenzahl beträgt 2n = 20, seltener 40.

## Ökologie
Die Ausbreitung der Achänenfrüchte erfolgt durch Ameisen, zudem sind sie Windstreuer und durch die „hakelnden“ Hüllblätter auch Tierstreuer.
Von allen einheimischen Pflanzen, außer von solchen der Gattung der Eichen, wird die Skabiosen-Flockenblume am meisten von Gallwespen befallen. Ein Befall ist erkennbar an dicken, eiförmigen Anschwellungen der Stängel. Gallbildungen werden durch Arten der Gattungen Aulax, Eriophyes, Larinus, Loewiola, Phanacis, Urophora und Eriophyidarum hervorgerufen. Als parasitäre Pilze wurden bei dieser Art Cystopus tragopogonis, Puccinia caricis-montanae, Puccinia centaureae, Beloniella brevipila, Lachnum mollissimum, Mollisia atrata, Phialea urticae und Pleospora vulgaris beobachtet. Als phanerogamer Schmarotzer wurde die Große Sommerwurz (Orobanche elatior) beobachtet.
Die wild wachsende Wiesenpflanze überdauert den Winter als Hemikryptophyt mit Hilfe ihrer rübenartigen Pfahlwurzel. Im Frühjahr können zudem vegetative Wurzelsprosse daraus gebildet werden. Sie wurzelt bis 200 cm tief. Die selbststerilen Blüten werden ausschließlich von Insekten bestäubt. Blütenbesucher sind Apiden, Syrphiden, Empiden, Musciden, Schmetterlinge und Käfer.

## Vorkommen
Die Skabiosen-Flockenblume kommt von Europa bis nach Ostasien (Jakutien sowie Xinjiang) vor. In Kanada, in wenigen Teilen der Vereinigten Staaten und in Kamtschatka ist sie als Neophyt zu finden. Sie kommt in Europa in fast allen Ländern vor und fehlt nur in Portugal und im europäischen Teil der Türkei.
Die Skabiosen-Flockenblume ist auf Trocken- oder Halbtrockenrasen, an mäßig trockenen Ruderalstellen an Wegrändern oder auf trockenen Wiesen zu finden. Sie ist in Mitteleuropa eine Charakterart der Klasse Festuco-Brometea. Auf extensiv genutzten Äckern und auf subalpinen Steinrasen kommt sie ebenfalls vor. Sie bevorzugt kalkreiche Böden. Sie steigt im Kanton Wallis bis 2100 Meter und in der Berninagruppe bis 2500 Meter Meereshöhe auf. Sie steigt in der Unterart Alpen-Skabiosen-Flockenblume (Centaurea scabiosa subsp. alpestris) im Tiroler Teil der Allgäuer Alpen am Gampensattel in einer Höhenlage von bis zu 2200 Metern auf.
In Deutschland reicht ihre Häufigkeit von zerstreut bis relativ häufig. Sie ist eine Pflanzenart der Trocken- bis Halbtrockenrasen.

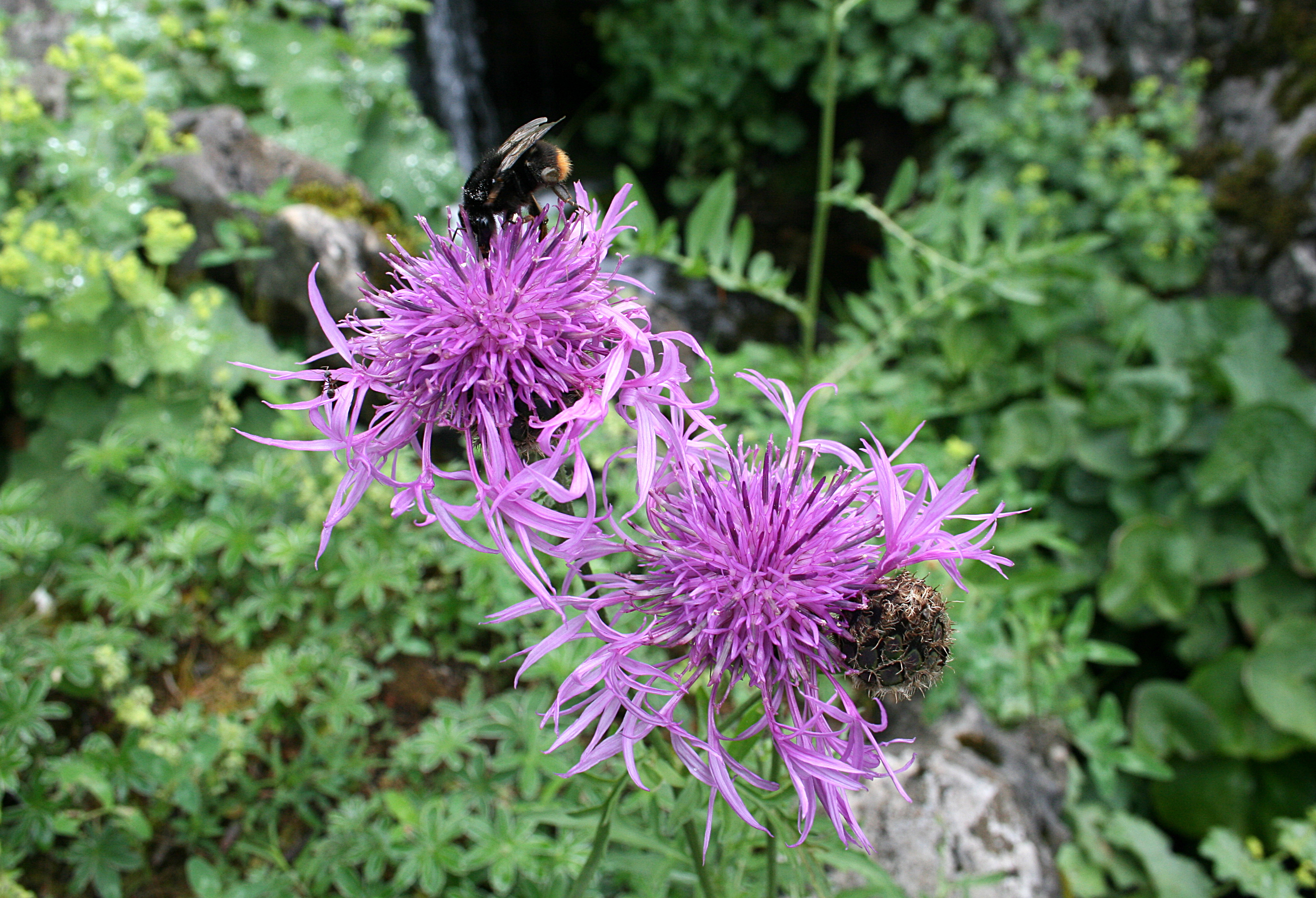
Alpen-Skabiosen-Flockenblume (Centaurea scabiosa subsp. alpestris)

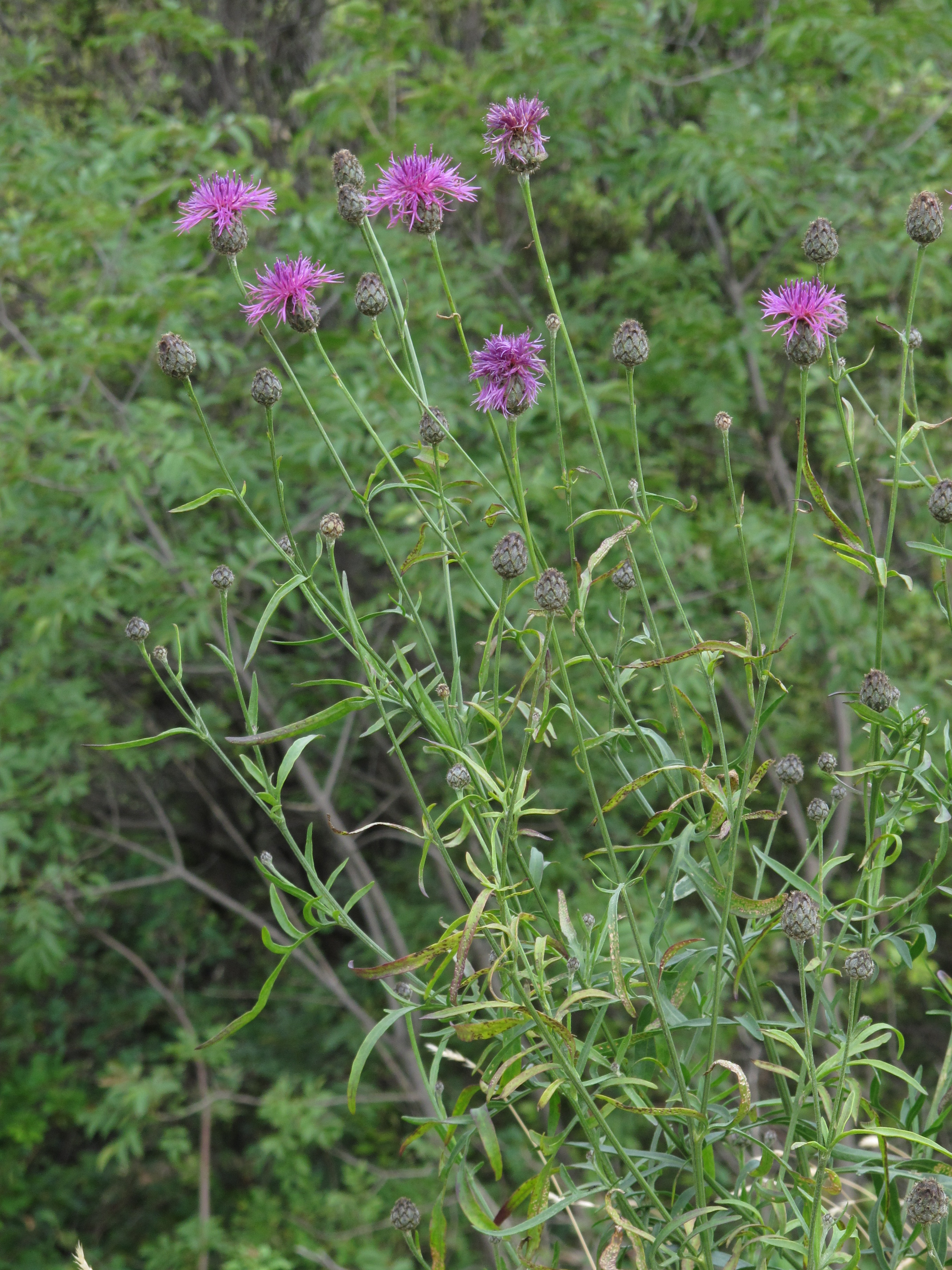
Centaurea scabiosa subsp. grinensis

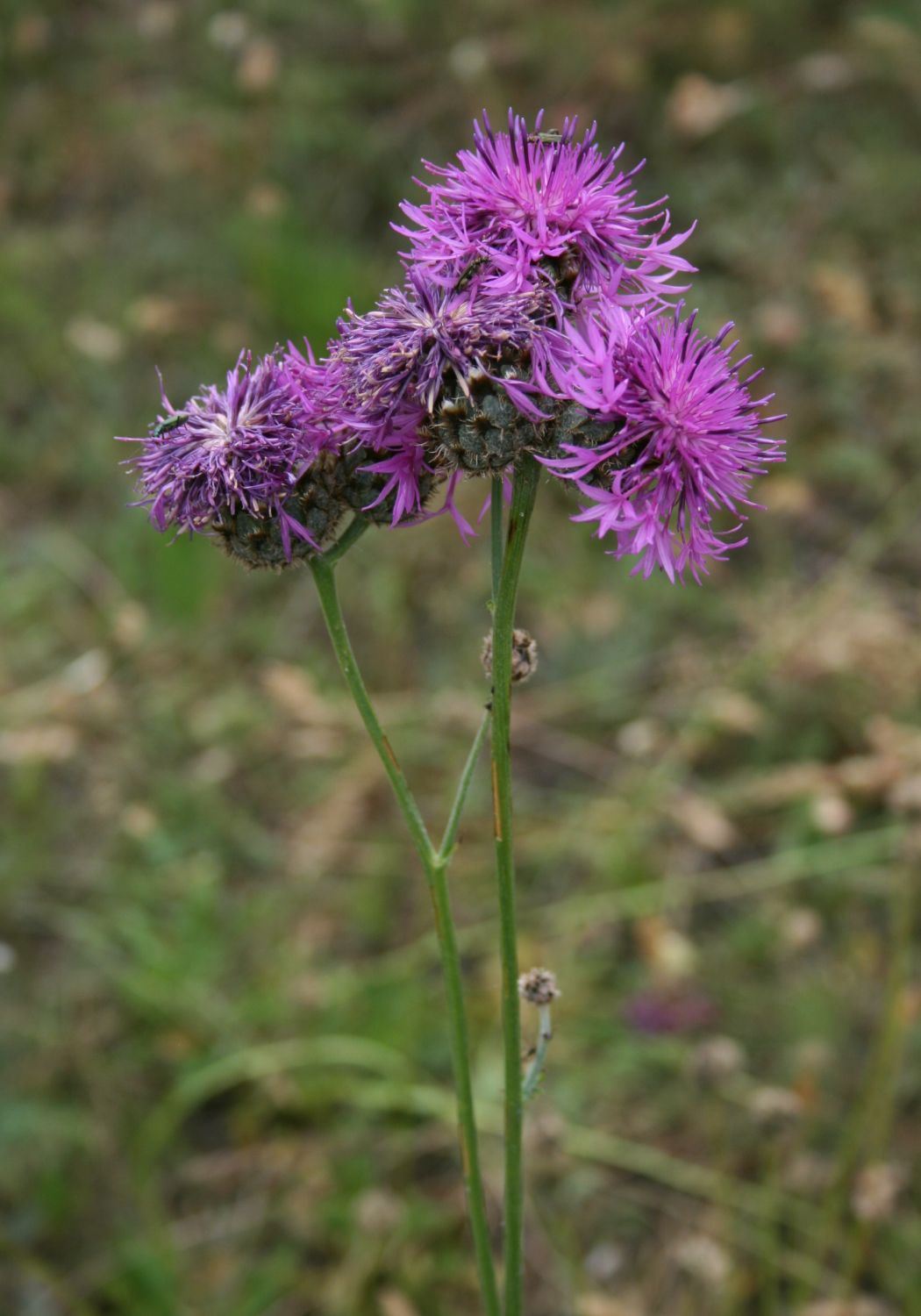
Centaurea scabiosa subsp. sadleriana

## Taxonomie und Systematik
Die Skabiosen-Flockenblume wurde 1753 von Carl von Linné in Species Plantarum Band 2, Seite 913 als Centaurea scabiosa erstbeschrieben.
Je nach Autor gibt es einige Unterarten:
- Centaurea scabiosa L. subsp. scabiosa: Die ökologischen Zeigerwerte nach Landolt et al. 2010 sind für diese Unterart in der Schweiz: Feuchtezahl F = 2 (mäßig trocken), Lichtzahl L = 4 (hell), Reaktionszahl R = 4 (neutral bis basisch), Temperaturzahl T = 4 (kollin), Nährstoffzahl N = 2 (nährstoffarm), Kontinentalitätszahl K = 3 (subozeanisch bis subkontinental).[6]
- Centaurea scabiosa subsp. adpressa (Ledeb.) Gugler: Sie kommt in der Ukraine, in Russland, Moldawien, in Rumänien, der Slowakei und in Transkaukasien vor.[4]
- Alpen-Skabiosen-Flockenblume (Centaurea scabiosa subsp. alpestris (Hegetschw.) Nyman; Syn: Centaurea alpestris Hegetschw.): Sie ist nur 30–70 cm hoch und damit durchschnittlich kleiner als Centaurea scabiosa L. subsp. scabiosa. Ihre Stängel sind un- oder wenig verzweigt, so dass diese meist nur ein oder zwei Köpfchen tragen. Die Alpen-Skabiosen-Flockenblume ist dadurch gekennzeichnet, dass die schwarzen Anhängsel ihrer Hüllblätter den unteren Teil der nach innen folgenden Hüllblätter (fast) vollständig verdecken, so dass die Hülle (fast ganz) schwarz erscheint.[2][7] Sie kommt auf subalpinen Steinrasen der Alpen vor. Sie ist eine Charakterart der Ordnung Seslerietalia albicantis.[3] Ihr Verbreitungsgebiet umfasst Frankreich, die Schweiz, Liechtenstein, Österreich, Deutschland, Italien, die Slowakei, das frühere Jugoslawien, Polen und die Ukraine.[4] Die ökologischen Zeigerwerte nach Landolt et al. 2010 sind für diese Unterart in der Schweiz: Feuchtezahl F = 2+ (frisch), Lichtzahl L = 4 (hell), Reaktionszahl R = 4 (neutral bis basisch), Temperaturzahl T = 2 (subalpin), Nährstoffzahl N = 3 (mäßig nährstoffarm bis mäßig nährstoffreich), Kontinentalitätszahl K = 3 (subozeanisch bis subkontinental).[6]
- Centaurea scabiosa subsp. apiculata (Ledeb.) Mikheev: Sie kommt in Belarus, in der Ukraine, in Russland, Moldawien und Transkaukasien vor.[4]
- Badener Skabiosen-Flockenblume (Centaurea scabiosa subsp. badensis (Tratt.) Gugler): Sie ist eine 30–80 cm hohe Sippe und kommt in den Alpen von Österreich von Baden bis Wien vor. Das Verbreitungsgebiet umfasst Österreich, Tschechien und die Slowakei.[4]
- Centaurea scabiosa subsp. cephalariifolia (Willk.) Greuter (Syn.: Centaurea cephalariifolia Willk.): Sie kommt in Spanien und Südfrankreich vor. Die morphologischen Unterschiede zwischen subsp. cephalariifolia und subsp. scabiosa sind gering.[4][8]
- Centaurea scabiosa subsp. fritschii (Hayek) Hayek: Sie kommt in Österreich, Ungarn, in der Slowakei, Italien, auf der Balkanhalbinsel, in Bulgarien und in Rumänien vor.[4]
- Centaurea scabiosa subsp. grinensis (Reut.) Nyman (Syn.: Centaurea grinensis Reut.): Sie kommt in Italien, in Frankreich und in der Schweiz vor.[4] Die ökologischen Zeigerwerte nach Landolt et al. 2010 sind für diese Unterart in der Schweiz: Feuchtezahl F = 1 (sehr trocken), Lichtzahl L = 4 (hell), Reaktionszahl R = 3 (schwach sauer bis neutral), Temperaturzahl T = 4 (kollin), Nährstoffzahl N = 2 (nährstoffarm), Kontinentalitätszahl K = 4 (subkontinental).[6]
- Centaurea scabiosa subsp. integra Greuter (Syn.: Centaurea integrifolia Tausch): Sie kommt im östlichen europäischen Russland vor.[4]
- Centaurea scabiosa subsp. menteyerica (Chaix) Nyman (Syn.: Centaurea menteyerica Chaix): Sie kommt in Frankreich und in Italien vor.[4]
- Centaurea scabiosa subsp. sadleriana (Janka) Asch. & Graebn.: Sie kommt in Österreich, Ungarn, Serbien, in der Slowakei und in Rumänien vor.[4]
- Centaurea scabiosa subsp. spinulosa (Spreng.) Arcang. (Syn.: Centaurea spinulosa Spreng.): Sie kommt in Ungarn, auf der Balkanhalbinsel, in Bulgarien und in Rumänien vor.[4]
- Centaurea scabiosa subsp. tematinensis (Domin) Domin (Syn.: Centaurea scabiosa subsp. vertesensis (Boros) Soó):  Sie kommt in Ungarn vor.[4]

## Trivialnamen
Für die Skabiosen-Flockenblume bestehen bzw. bestanden auch die weiteren deutschsprachigen Trivialnamen: Eisenwurzel (Schlesien), Knauf (Eifel bei Kerpen), Knoop (Mecklenburg), Knopfwurzel (Schlesien), Kowatsch (Pommern), Lämmerridpen (Kärnten im Mölltal) und Papenklöten (Mecklenburg).

## Illustrationen

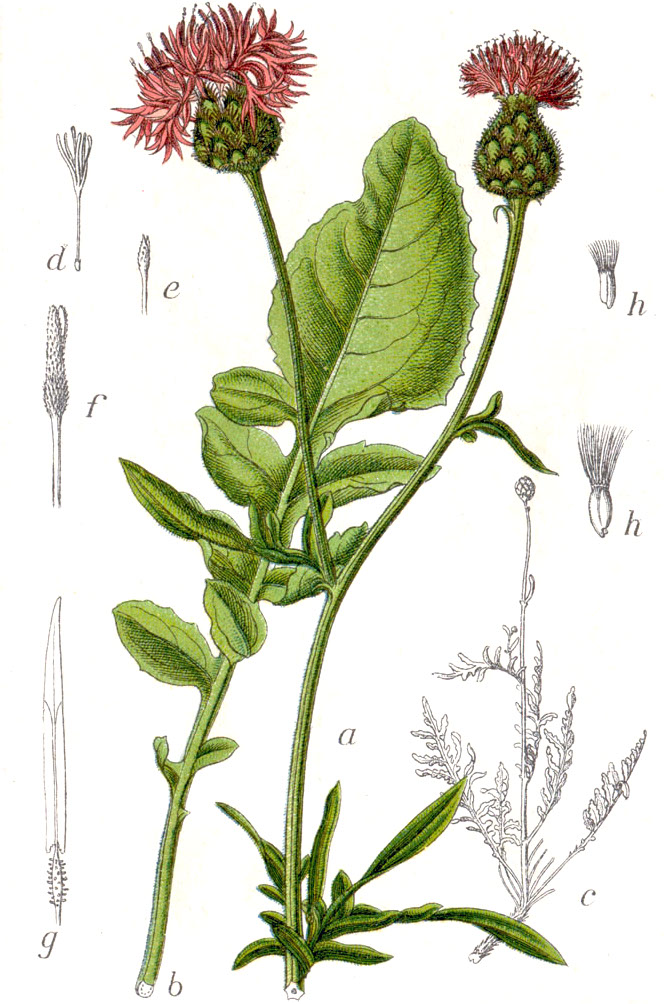
Abbildung der Skabiosen-Flockenblume von Jacob Sturm: a) Blütenzweig, b) Blatt, c) Pflanze, d) Blüte, e) tauber Griffel, f) Griffel, g) Staubgefäß, h) Früchte
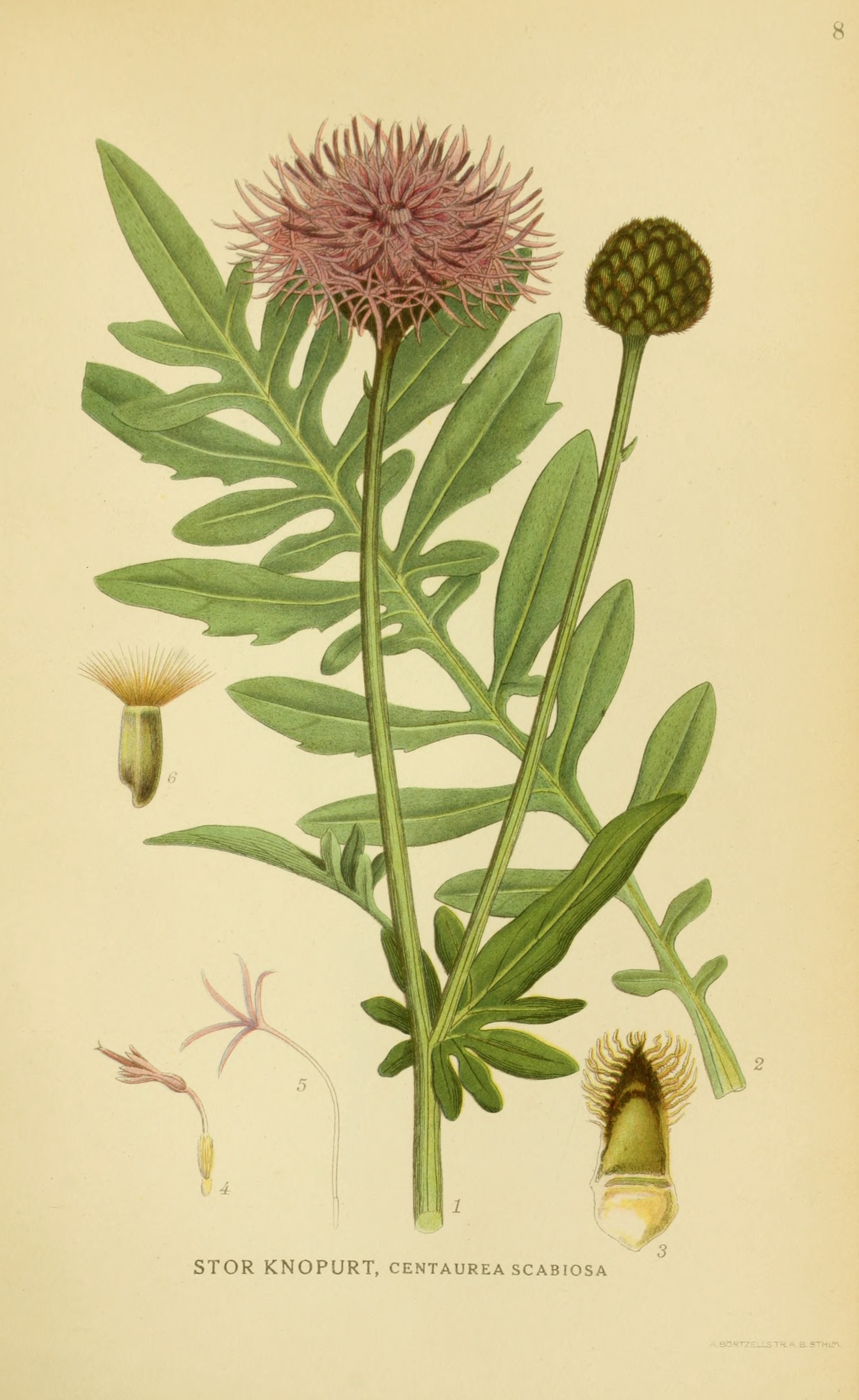
Abbildung der Skabiosen-Flockenblume aus Bilder ur Nordens Flora
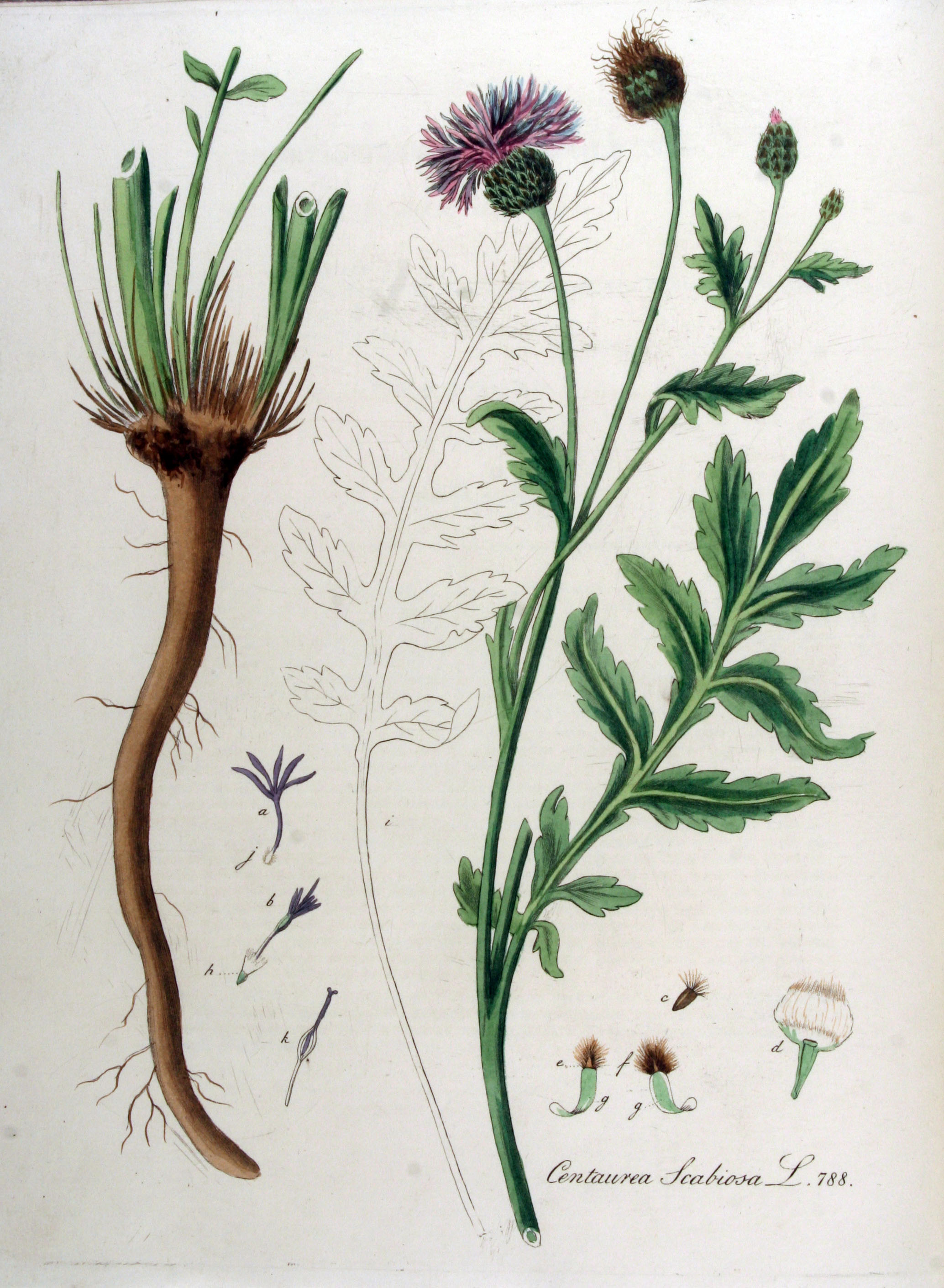
Abbildung der Skabiosen-Flockenblume aus Flora Batava